# Franz von Stuck
Franz Stuck, od roku 1906, kdy byl jmenován rytířem, Franz von Stuck (23. února 1863, Tettenweis – 30. srpna 1928, Mnichov) byl německý malíř, sochař a grafik tvořící ve stylu symbolismu.

## Život

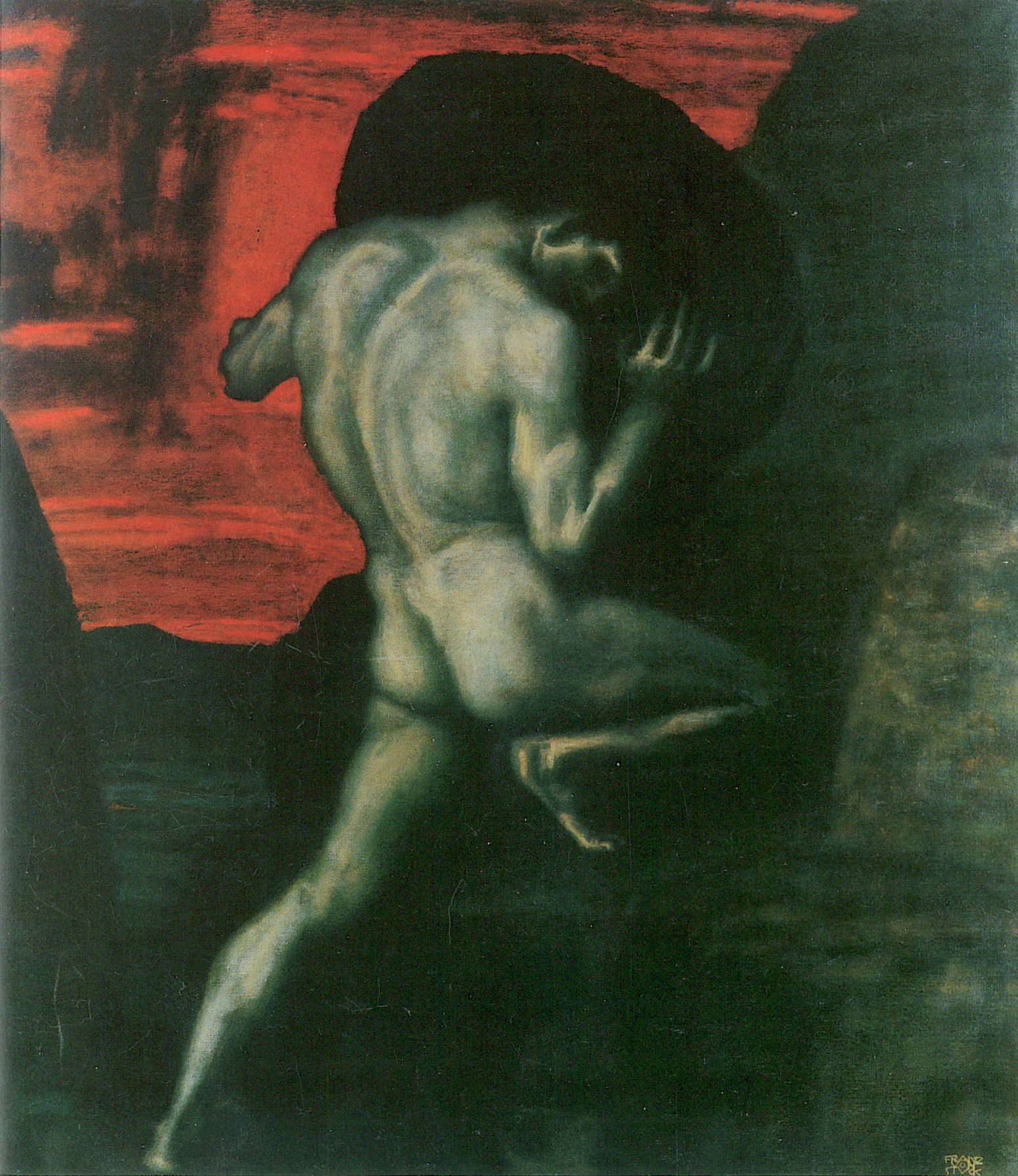
Franz von Stuck: Sisyfos (1920)

Franz Stuck byl synem mlynáře, studoval v Mnichově. Nejdříve se prosadil jako kreslíř, karikaturista a ilustrátor. V roce 1892 Stuck a Wilhelm Trübner založili umělecké hnutí Mnichovská secese, které stálo v opozici proti zkostnatělému, akademickému umění, jež tehdy prosazovaly umělecké instituce. Roku 1895 se stal profesorem v Mnichově, k jeho žákům patřili Vasilij Kandinskij, Paul Klee, Josef Hengge, Georges Kars, Paul Stollreither a Heinrich Strieffler. V roce 1906 mu byl udělen Záslužný řád bavorské koruny a rytířský titul.